# Piperitona
La piperitona és un monoterpè cetona d'origen natural que es troba en alguns olis essencials. Els dos estereoisòmers, la forma D i la forma L, són coneguts. La forma D té una aroma similar a la menta i s'ha aïllat dels olis de plantes dels gèneres Cymbopogon, Andropogon i Mentha. La forma L s'ha aïllat de la pícea de Sitka.
La piperitona s'utilitza com a matèria primera principal per a la producció de mentol i timol sintètics. La font principal de D/L-piperitona prové de l'Eucalyptus dives, produït principalment a Sud-àfrica.